# كافوس (كيركيرا)
كافوس (Κάβος) هي مدينة في كيركيرا في مقاطعة كينتريكي إلادا في اليونان.
يبلغ عدد سكانها حوالي 1,082 نسمة.